# 4964 Коуровка
4964 Коуровка (4964 Kourovka) — астероїд головного поясу, відкритий 21 липня 1979 року.
Тіссеранів параметр щодо Юпітера — 3,604.